# دوك كير
دوك كير (بالإنجليزية: Doc Kerr)‏ هو لاعب كرة قاعدة أمريكي، ولد في 17 يناير 1882 في ديلروي في الولايات المتحدة، وتوفي في 9 يناير 1937 في بالتيمور في الولايات المتحدة.

## وصلات خارجية
- دوك كير على موقعبيزبول رفرنس.كوم (الدوري الرئيسي) (الإنجليزية)
- دوك كير على موقعبيزبول رفرنس.كوم (الدوري الثانوي) (الإنجليزية)